# Ґуркі-Заґайне
Ґуркі-Заґайне (пол. Górki Zagajne) — село в Польщі, у гміні Кциня Накельського повіту Куявсько-Поморського воєводства.
Населення — 220 осіб (2011).
У 1975-1998 роках село належало до Бидгощського воєводства.

## Демографія
Демографічна структура станом на 31 березня 2011 року:
|          | Загалом | Допрацездатний вік | Працездатний вік | Постпрацездатний вік |
| -------- | ------- | ------------------ | ---------------- | -------------------- |
| Чоловіки | 100     | 22                 | 68               | 10                   |
| Жінки    | 120     | 30                 | 67               | 23                   |
| Разом    | 220     | 52                 | 135              | 33                   |